# Mörtelplastiken Mittelweg 2 (Ilmried)

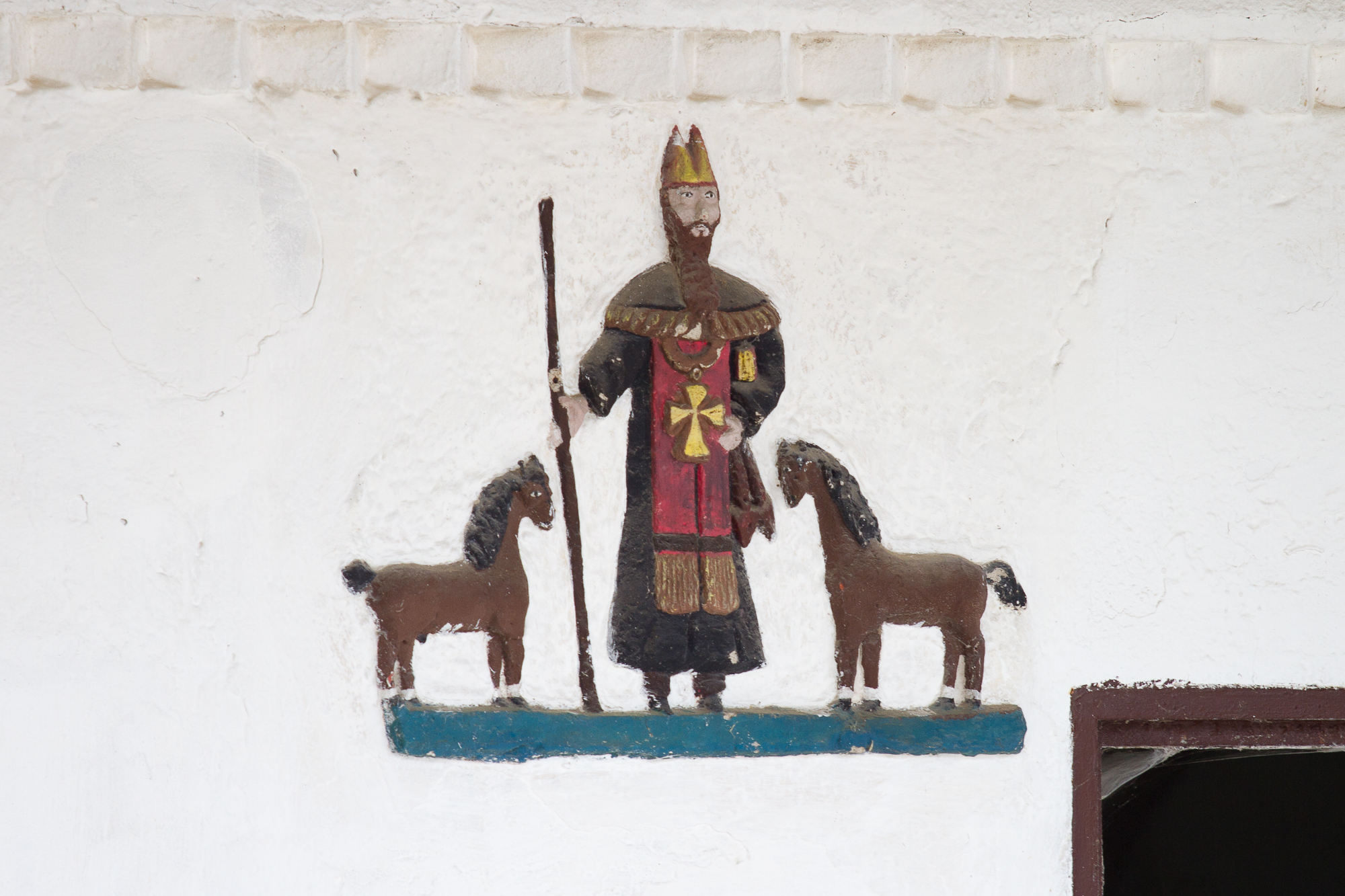
Mörtelplastik mit der Darstellung des heiligen Leonhard in Ilmried

Die vier Mörtelplastiken Mittelweg 2 in Ilmried, einem Ortsteil der Gemeinde Ilmmünster im oberbayerischen Landkreis Pfaffenhofen an der Ilm, wurden um 1870/90 geschaffen. Die Mörtelplastiken am Wirtschaftsgebäude sind geschützte Baudenkmäler.
Die farbigen Mörtelplastiken stellen den heiligen Georg zu Pferd kämpfend mit dem Drachen, den heiligen Leonhard flankiert von zwei Pferden und die beiden anderen jeweils eine Kuh dar. 

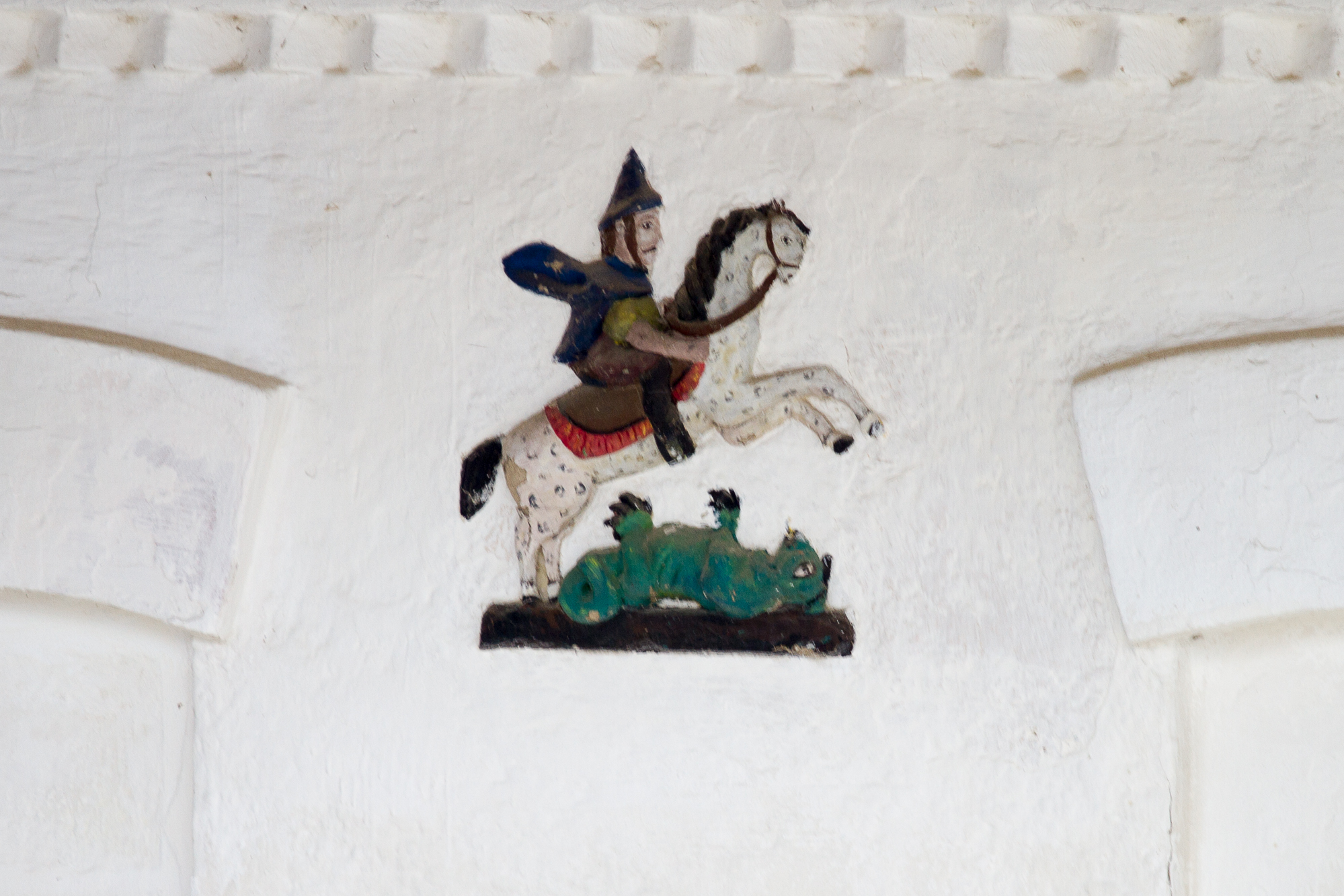
Der heilige Georg kämpft mit dem Drachen.
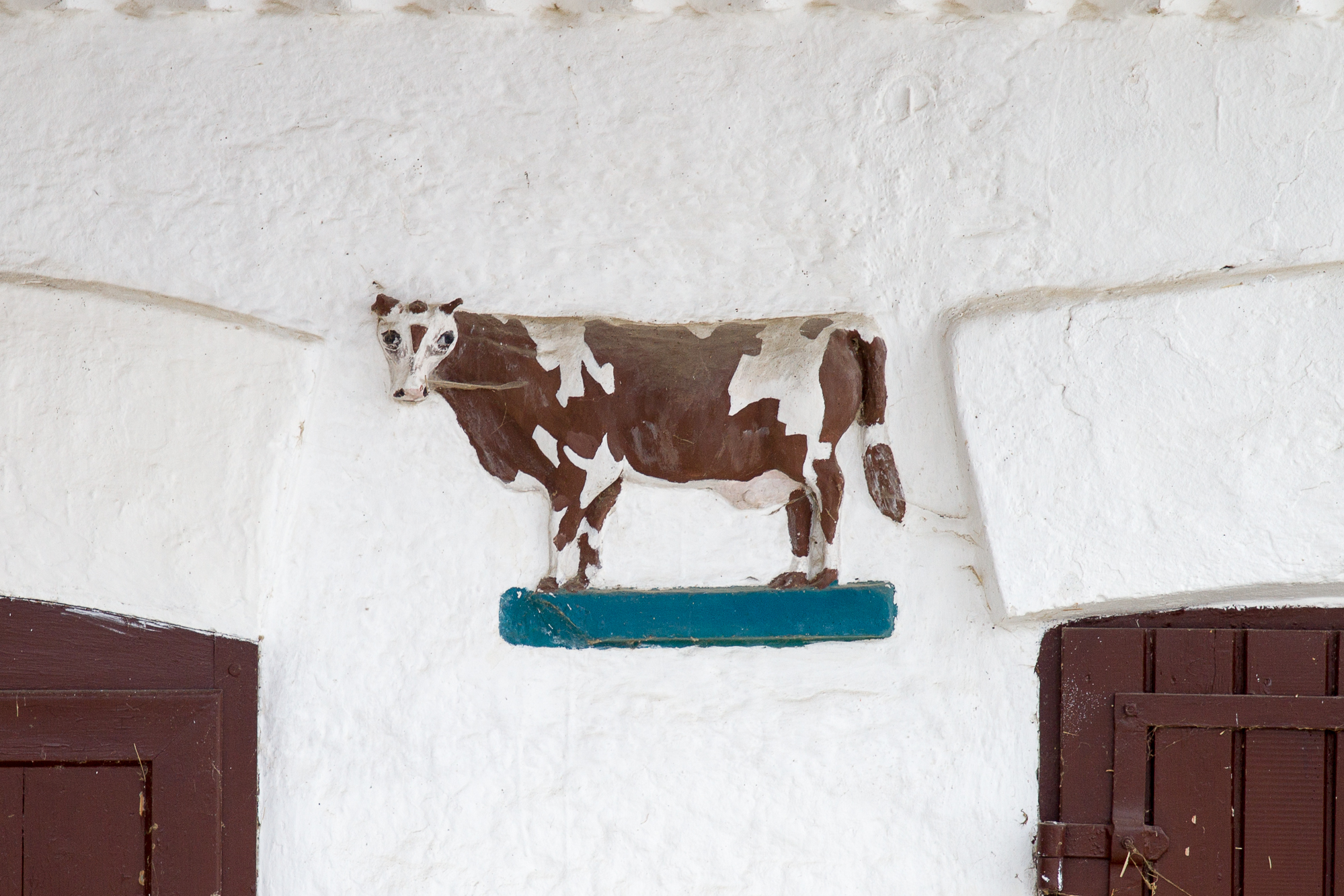
Kuh
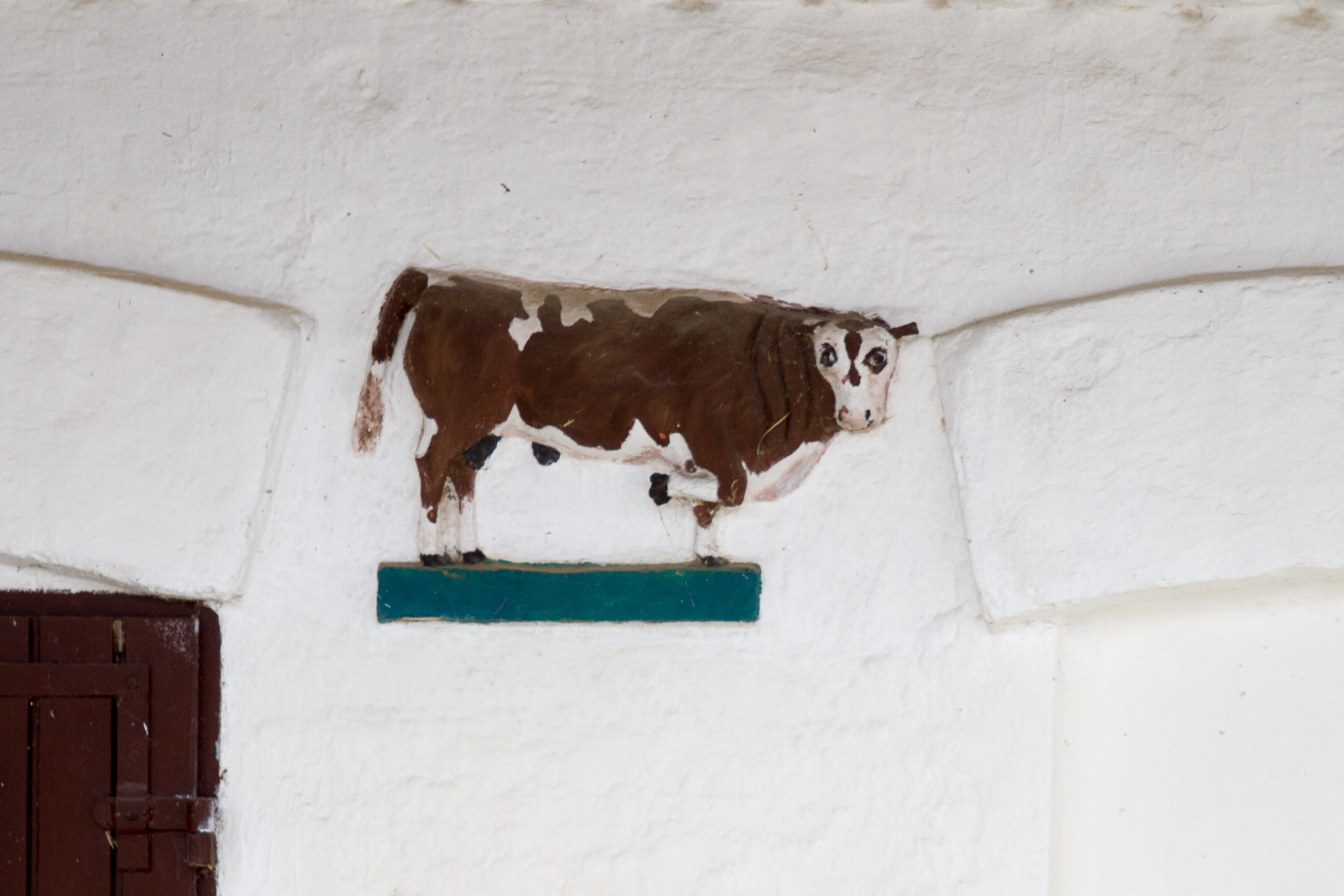
Kuh